# Хубсугульское восстание
Восстание в Монголии 1932 года (монг. 1932 оны зэвсэгт бослого), известное как Хубсугульское восстание (монг. Хөвсгөлийн бослого) было направлено против влияния ВКП(б) и её союзников в МНР — правительства и Монгольской Народно-Революционной партии, в частности против строительства социализма, за реставрацию теократической монархии в стране. Непосредственной причиной восстания был «левый курс», проводившийся МНРП под влиянием ВКП(б) и Коминтерна. Оно охватило четыре аймака северо-западной Монголии и продолжалось с апреля по ноябрь 1932 года. Руководителями восстания в основном выступали лица из духовного сословия. Основную часть рядовых повстанцев составляли миряне, преимущественно простые араты, а также многие представители МНРП и местной бюрократии. Специальное исследование показало, что это восстание соответствует всем критериям гражданской войны. Предположения о том, что оно было инспирировано Японской империей или Панчен-ламой IX, не подтверждаются документами

## История

### Предпосылки
С конца 1928 года правительство Монгольской народной республики и МНРП под давлением СССР начали проводить политику, направленную на быстрый переход к строительству социализма. Были запрещены частная торговля и частный транспорт, а собственность частных лиц, прежде всего скот, подлежала коллективизации. Собственность старой монгольской знати была экспроприирована, буддийское духовенство обложено тяжёлыми налогами, лам стали насильственно переводить в светское состояние, монастыри закрывать. Однако вновь образованные государственные транспортные и торговые организации не смогли сразу обеспечить потребности населения, а неустроенность быта колхозов (хамтрал) привела к колоссальному сокращению поголовья скота в стране (на 7 млн, то есть на треть по сравнению с уровнем 1929 года). Это вызвало масштабную эмиграцию населения из МНР во Внутреннюю Монголию и Синьцзян, а также привело к некоторым частным выступлениям, как-то восстание монастыря Тугсбуянт, восстание Улангомского и Буданчийского монастырей, продлившимся с марта по май 1930 года.. Не только духовенство, но и простые араты были недовольны резко усилившейся политикой Коминтерна и ВКП(б) по уничтожению религии и коллективизации хозяйств.

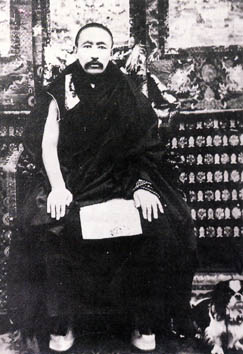
Панчен-лама IX, на поддержку которого надеялись повстанцы

### Цели и начало восстания
Восстание вспыхнуло 11 апреля 1932 года в монастыре Хялганат сомона Рашаант Хубсугульского аймака и быстро распространилось на близлежащие монастыри. Восставшие организовали т. н. «Военное министерство Очирбата» (монг. Очирбатын яам). Главнокомандование повстанческими отрядами принял буддийский монах Чимэдийн Самбуу, получивший звание главнокомандующего (жанжин). Началось вооружение монахов и примкнувших к восстанию аратов, называемых «жёлтыми воинами» (шар цэрэг), а также разграбление и уничтожение госхозов и сомонных центров и убийства сторонников правительства МНР, особенно должностных лиц, партийных и ревсомольцев. Восстание протекало с особой жестокостью: так, один из главных повстанческих командиров жанжин Батболдын Тугж собственноручно вырвал сердца у восьми человек. При этом восставшие убивали только врагов религии и активистов, рьяно проводивших «левый курс», но не тех, кто готов был с ними сотрудничать.

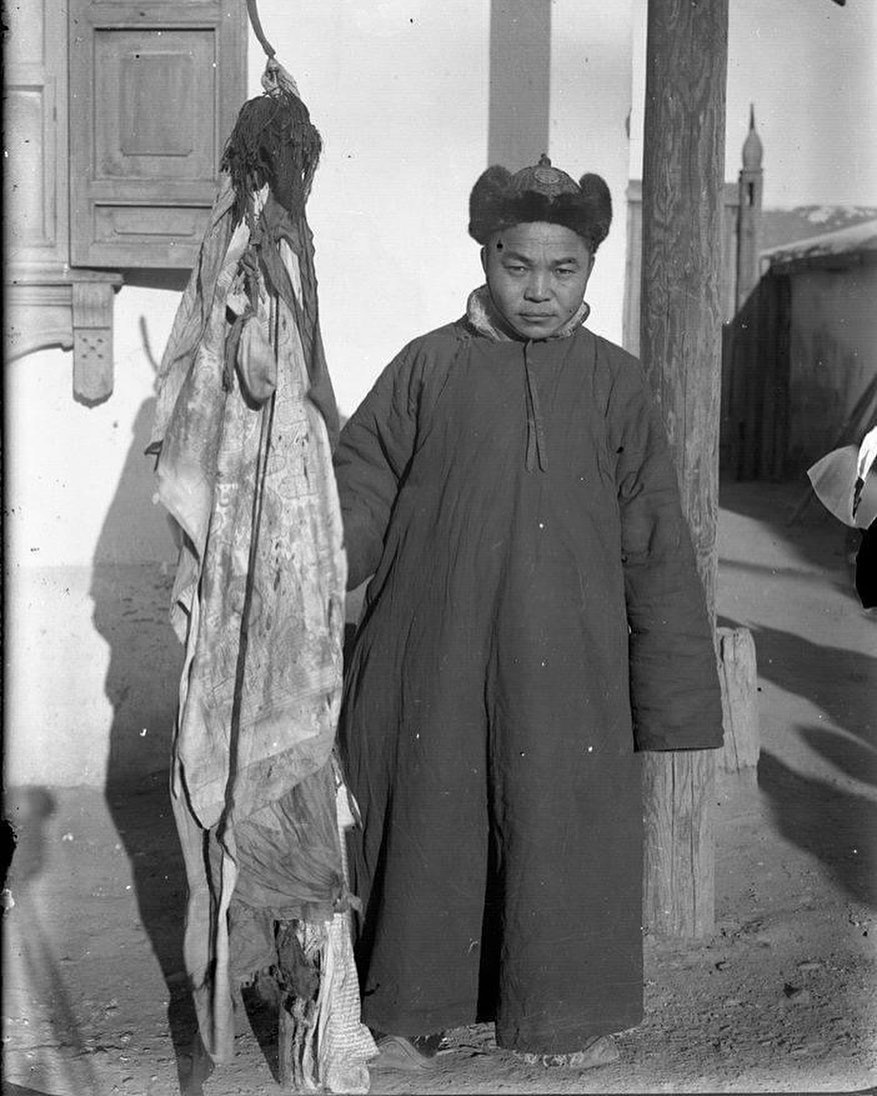
Чимэдийн Самбуу, гэскуй монастыря Асгатын-хурээ, один из лидеров восстания

Задачами повстанцев были ликвидация структур партийной власти, уничтожение коммун и артелей, основным методом была агитация. Главными направлениями агитации были следующие: восстановить религию и старые порядки, становиться «желтыми воинами», ждать прибытия в МНР Панчен-ламы с солдатами, которые помогут восстановить прежний строй

В двадцатых числах этой весны, зайдя в стойбище Доржху, набирали солдат в войско Бор-гэгэна, говоря: «Ты пойдёшь», и таким образом я попал к нему. Бор-гэгэн Самдан обращался к народу: «Народное правительство падает, и настал час создания собственного правительства. „Зеленошапочный“ Дамдинсурэн отправился в Архангай, а я сам действую в Хубсугульском аймаке… Панчен-богдо со многими войсками придёт и захватит Улан-Батор. Когда вера в Будду теряется, противоядием становятся ружейный бой, гром небесный и тяжёлые болезни…»— из показаний главнокомандующего восстанием Б. Тугжа
Специальное исследование показало, что данное восстание, как и другие восстания 1930-х гг. в МНР, не направлялось и не поддерживалось из-за рубежа.

### Советская власть и подавление восстания
Первыми мерами правительства стали образование 16 апреля Чрезвычайной комиссии во главе с Жамбыном Лхумбэ и С. Гиваапилом, перегруппировка армейских подразделений и внутренней охраны, стягивание в район восстания превосходящих сил подавления. К подавлению восстания были привлечены курсанты улан-баторского военного училища, горная бригада, броневики. Советский полпред А. Я. Охтин требовал ввода в МНР советских войск.
Восстание распространилось на площадь около 155 тыс. км². К восставшим присоединился гарнизон Цэцэрлэга в 1195 человек. Были освобождены 400 арестованных повстанцев. В Улан-Баторе нашлись лишь сотни кадровых военнослужащих, верных правительству, а из 4000 членов МНРП, по мнению советских советников, надёжными и пригодными к военному делу являлось не более 300. Большинство повстанцев составляли араты, в Увэрхангайском аймаке к повстанцам примкнули 90 % членов МНРП, ревсомола, около 95 % колхозов. Численность отрядов повстанцев была от нескольких десятков до нескольких тысяч человек, вооружение — в основном кремнёвые ружья, реже — берданки. Правительственные отряды были меньше — до нескольких сот человек, но лучше вооружены. Они имели современные винтовки, пулемёты, гранаты, горную артиллерию, бронеавтомобили и самолёты, поступившие из СССР, также были направлены лётчики.
Ворошилов и Каганович обратились к И.В. Сталину с предложением перебросить в Улан-Батор советский кавалерийский дивизион из 500 красноармейцев бурят-монгольского происхождения и ещё 750 человек для охраны правительства и военных складов в самом Улан-Баторе, к чему Сталин отнёсся скептически, указав: «Считаю рискованной посылку наших войск в Монголию на основании информации Охтина, человека неопытного как в политическом, так и, особенно, в военном отношении. Монголия и Бурят-Монголия не одно и то же… …Нас будут изображать оккупантами, борющимися против восстающего монгольского народа, а японцев и китайцев — освободителями. Боюсь, что нынешняя обстановка в Монголии может навязать нашим войскам несвойственную им роль оккупантов, идущих против большинства населения. Дело нужно начать с изменения политического курса. Этот акт должно проделать монгольское правительство. При такой комбинации помощь наших хорошо замаскированных войск можно будет провести одновременно и незаметным образом».
Убедившись в опасности, нависшей над властью МНРП вследствие «левого курса», руководство ВКП(б) распорядилось прекратить «левые» реформы. 

Самое бы лучшее — обойтись без ввода войск. Нельзя смешивать Монголию с Казахстаном или Бурятией. Главное — надо заставить монгольское правительство изменить политический курс в корне. Надо оттеснить временно леваков и выдвинуть вместо них на места министров и руководителей ЦК Монголии людей, способных проводить новый курс, то есть нашу политику. Обновленное монгольское правительство должно объявить всенародно, что в области внутренней политики допущены ошибки, что эти ошибки будут немедля исправлены.— письмо Сталина Кагановичу от 4 июня 1932 года
Восстание 1932 года условно разделяется на три периода. В первый период (с конца зимы до апреля) происходили разрозненные волнения на юге и юго-западе МНР. Второй период — собственно Хубсугульское восстание — начавшись в аймаке Хувсгел, далее охватило аймаки Архангай, Уверхангай, Завхан и Дурбут. К июлю были разгромлены основные силы повстанцев, власти стали отзывать войска. В августе восстание распространилось с новой силой — вновь начиная с юга Хувсгула и севера Архангая. Предполагается, что оно имело связь с аналогичным восстанием в Туве. К октябрю-ноябрю восстание было подавлено окончательно.. С 1929 по 1932 год по распоряжению 4-го Управления РККА в командировке в МНР находился Тарас Васильевич Юшкевич. Он непосредственно участвовал в подавлении «прояпонского мятежа». Вот его рассказ: «Полгода наш отряд слонялся по пустыне Гоби. Запасы не пополнялись. Нас изредка находил лётчик и сбрасывал вымпел… В Улан-Баторе не знали, живы ли мы… А мы вернулись с победой… О нас слагали песни…». За эту операцию Т. В. Юшкевич был награждён двумя орденами Боевого Красного Знамени — СССР и МНР.

## Результаты

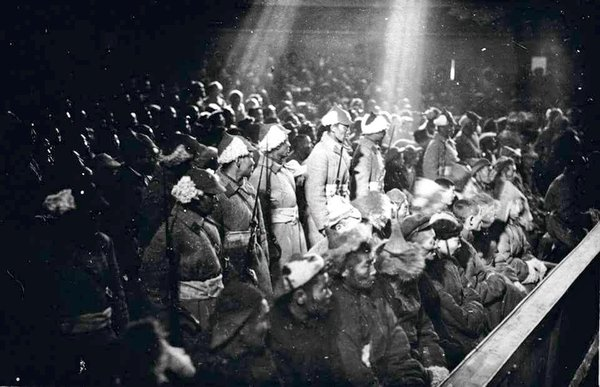
Судебный процесс на участниками Хубсугульского восстания. 1933 г.

Восстали против правительства МНР наиболее населённые аймаки страны: Хубсугульский, Ара-Хангайский, Увэр-Хангайский, Дзабханский, Дурбут, отчасти Алтайский и Южно-Гобийский аймаки. Сведения о потерях сильно различаются в разных источниках. Предполагается, что было убито до 8-10 тыс. чел., причём число убитых повстанцами во много раз меньше общего числа жертв восстания.
Исходя из размаха восстания, партийное руководство под влиянием ВКП(б) отказалось от проведения «левого курса», направленного на форсированное строительство социализма, и ввело «новый курс». Кроме этого, руководству МНР пришлось не только пойти на кадровые перестановки и корректировку курса, но и принять решение о «чистке» МНРП от «леваков». В результате численность партии в течение последующих двух лет сократилась в 5 раз.